# Home Secretary
De minister van Binnenlandse Zaken (Engels: Secretary of State for the Home Department of kortweg Home Secretary) leidt het Home Office of Home Department, het ministerie van Binnenlandse Zaken van het Verenigd Koninkrijk. Binnen de Britse regering behoort deze minister samen met de premier, de minister van Financiën en de minister van Buitenlandse Zaken tot de hoogste leden.

## Ministers van Binnenlandse Zaken van het Verenigd Koninkrijk (1846–heden)
| Minister van Binnenlandse Zaken Secretary of State for the Home Department | Minister van Binnenlandse Zaken Secretary of State for the Home Department | Minister van Binnenlandse Zaken Secretary of State for the Home Department | Ambtstermijn                     | Ambtstermijn      | Partij                 | Premier                               | Kabinet                                    | Overige functie(s)                              |
| -------------------------------------------------------------------------- | -------------------------------------------------------------------------- | -------------------------------------------------------------------------- | -------------------------------- | ----------------- | ---------------------- | ------------------------------------- | ------------------------------------------ | ----------------------------------------------- |
|                                                                            | George Grey                                                                | Sir George Grey (1799–1882)                                                | 30 juni 1846                     | 22 februari 1852  | Whig Party             | John Russell (1846–1852)              | Russell I                                  |                                                 |
|                                                                            | Spencer Horatio Walpole                                                    | Spencer Horatio Walpole (1806–1896)                                        | 22 februari 1852                 | 28 december 1852  | Conservative Party     | Edward Smith-Stanley (1852)           | Smith-Stanley I                            |                                                 |
|                                                                            | Henry John Temple                                                          | Burggraaf Palmerston Henry John Temple (1784–1865)                         | 28 december 1852                 | 6 februari 1855   | Whig Party             | George Hamilton -Gordon (1852–1855)   | Hamilton-Gordon                            |                                                 |
|                                                                            | George Grey                                                                | Sir George Grey (1799–1882)                                                | 6 februari 1855                  | 20 februari 1858  | Whig Party             | Henry John Temple (1855–1858)         | Temple I                                   |                                                 |
|                                                                            | Spencer Horatio Walpole                                                    | Spencer Horatio Walpole (1806–1896)                                        | 20 februari 1858                 | 3 maart 1859      | Conservative Party     | Edward Smith-Stanley (1858–1859)      | Smith-Stanley II                           |                                                 |
|                                                                            | Thomas Sotheron-Estcourt                                                   | Thomas Sotheron- Estcourt (1801–1876)                                      | 3 maart 1859                     | 12 juni 1859      | Conservative Party     | Edward Smith-Stanley (1858–1859)      | Smith-Stanley II                           |                                                 |
|                                                                            | George Cornewall Lewis                                                     | Sir George Cornewall Lewis (1805–1863)                                     | 12 juni 1859                     | 25 juli 1861      | Liberal Party          | Henry John Temple (1859–1865)         | Temple II                                  |                                                 |
|                                                                            | George Grey                                                                | Sir George Grey (1799–1882)                                                | 25 juli 1861                     | 28 juni 1866      | Liberal Party          | Henry John Temple (1859–1865)         | Temple II                                  |                                                 |
| John Russell (1865–1866)                                                   | George Grey                                                                | Sir George Grey (1799–1882)                                                | 25 juli 1861                     | 28 juni 1866      | Liberal Party          | Russell II                            |                                            |                                                 |
|                                                                            | Spencer Horatio Walpole                                                    | Spencer Horatio Walpole (1806–1896)                                        | 28 juni 1866                     | 17 mei 1867       | Conservative Party     | Edward Smith-Stanley (1866–1868)      | Smith-Stanley III                          |                                                 |
|                                                                            | Gathorne Gathorne-Hardy                                                    | Gathorne Gathorne-Hardy (1814–1906)                                        | 17 mei 1867                      | 3 december 1868   | Conservative Party     | Edward Smith-Stanley (1866–1868)      | Smith-Stanley III                          |                                                 |
| Benjamin Disraeli (1868)                                                   | Gathorne Gathorne-Hardy                                                    | Gathorne Gathorne-Hardy (1814–1906)                                        | 17 mei 1867                      | 3 december 1868   | Conservative Party     | Disraeli I                            |                                            |                                                 |
|                                                                            | Henry Bruce                                                                | Baron Aberdare Henry Bruce (1815–1895)                                     | 3 december 1868                  | 10 augustus 1873  | Liberal Party          | William Ewart Gladstone (1868–1874)   | Gladstone I                                |                                                 |
|                                                                            | Robert Lowe                                                                | Robert Lowe (1811–1892)                                                    | 10 augustus 1873                 | 20 februari 1874  | Liberal Party          | William Ewart Gladstone (1868–1874)   | Gladstone I                                |                                                 |
|                                                                            | Richard Cross                                                              | Richard Cross (1823–1914)                                                  | 20 februari 1874                 | 23 april 1880     | Conservative Party     | Benjamin Disraeli (1874–1880)         | Disraeli II                                |                                                 |
|                                                                            | William Harcourt                                                           | Sir William Harcourt (1827–1904)                                           | 23 april 1880                    | 23 juni 1885      | Liberal Party          | William Ewart Gladstone (1880–1885)   | Gladstone II                               |                                                 |
|                                                                            | Richard Cross                                                              | Sir Richard Cross (1823–1914)                                              | 23 juni 1885                     | 28 januari 1886   | Conservative Party     | Robert Gascoyne-Cecil (1885–1886)     | Gascoyne-Cecil I                           |                                                 |
|                                                                            | Hugh Childers                                                              | Hugh Childers (1827–1896)                                                  | 28 januari 1886                  | 20 juli 1886      | Liberal Party          | William Ewart Gladstone (1886)        | Gladstone III                              |                                                 |
|                                                                            | Henry Matthews                                                             | Henry Matthews (1823–1913)                                                 | 20 juli 1886                     | 15 augustus 1892  | Conservative Party     | Robert Gascoyne-Cecil (1886–1892)     | Gascoyne-Cecil II                          |                                                 |
|                                                                            | Herbert Henry Asquith                                                      | Herbert Henry Asquith (1852–1928)                                          | 15 augustus 1892                 | 25 juni 1895      | Liberal Party          | William Ewart Gladstone (1892–1894)   | Gladstone IV                               |                                                 |
| Archibald Primrose (1894–1895)                                             | Herbert Henry Asquith                                                      | Herbert Henry Asquith (1852–1928)                                          | 15 augustus 1892                 | 25 juni 1895      | Liberal Party          | Primrose                              |                                            |                                                 |
|                                                                            | Matthew Ridley                                                             | Sir Matthew Ridley (1842–1914)                                             | 25 juni 1895                     | 10 november 1900  | Conservative Party     | Robert Gascoyne-Cecil (1895–1902)     | Gascoyne-Cecil III                         |                                                 |
|                                                                            | Charles Ritchie                                                            | Charles Ritchie (1838–1906)                                                | 10 november 1900                 | 12 juli 1902      | Conservative Party     | Robert Gascoyne-Cecil (1895–1902)     | Gascoyne-Cecil IV                          |                                                 |
|                                                                            | Aretas Akers-Douglas                                                       | Aretas Akers-Douglas (1851–1926)                                           | 12 juli 1902                     | 5 december 1905   | Conservative Party     | Arthur Balfour (1902–1905)            | Balfour                                    |                                                 |
|                                                                            | Herbert Gladstone                                                          | Herbert Gladstone (1854–1930)                                              | 5 december 1905                  | 10 februari 1910  | Liberal Party          | Henry Campbell- Bannerman (1905–1908) | Campbell- Bannerman                        |                                                 |
| Herbert Henry Asquith (1908–1916)                                          | Herbert Gladstone                                                          | Herbert Gladstone (1854–1930)                                              | 5 december 1905                  | 10 februari 1910  | Liberal Party          | Asquith I                             |                                            |                                                 |
| Herbert Henry Asquith (1908–1916)                                          |                                                                            | Winston Churchill                                                          | Winston Churchill (1874–1965)    | 10 februari 1910  | 24 oktober 1911        | Liberal Party                         | Asquith II                                 |                                                 |
| Herbert Henry Asquith (1908–1916)                                          | Asquith III                                                                | Winston Churchill                                                          | Winston Churchill (1874–1965)    | 10 februari 1910  | 24 oktober 1911        | Liberal Party                         |                                            |                                                 |
| Herbert Henry Asquith (1908–1916)                                          |                                                                            | Reginald McKenna                                                           | Reginald McKenna (1863–1943)     | 24 oktober 1911   | 25 mei 1915            | Liberal Party                         |                                            |                                                 |
| Herbert Henry Asquith (1908–1916)                                          |                                                                            | John Simon                                                                 | Sir John Simon (1873–1954)       | 25 mei 1915       | 12 januari 1916        | Liberal Party                         | Asquith IV                                 |                                                 |
| Herbert Henry Asquith (1908–1916)                                          |                                                                            | Herbert Samuel                                                             | Herbert Samuel (1870–1963)       | 12 januari 1916   | 7 december 1916        | Liberal Party                         | Asquith IV                                 |                                                 |
|                                                                            | George Cave                                                                | Burggraaf Cave George Cave (1858–1928)                                     | 7 december 1916                  | 14 januari 1919   | Conservative Party     | David Lloyd George (1919–1922)        | Lloyd George I                             |                                                 |
| Lloyd George II                                                            | George Cave                                                                | Burggraaf Cave George Cave (1858–1928)                                     | 7 december 1916                  | 14 januari 1919   | Conservative Party     | David Lloyd George (1919–1922)        |                                            |                                                 |
|                                                                            |                                                                            | Edward Shortt (1862–1935)                                                  | 14 januari 1919                  | 23 oktober 1922   | Liberal Party          | David Lloyd George (1919–1922)        |                                            |                                                 |
|                                                                            | William Bridgeman                                                          | William Bridgeman (1864–1935)                                              | 23 oktober 1922                  | 22 januari 1924   | Conservative Party     | Bonar Law (1922–1923)                 | Law                                        |                                                 |
| Stanley Baldwin (1923–1924)                                                | William Bridgeman                                                          | William Bridgeman (1864–1935)                                              | 23 oktober 1922                  | 22 januari 1924   | Conservative Party     | Baldwin I                             |                                            |                                                 |
|                                                                            | Arthur Henderson                                                           | Arthur Henderson (1863–1935)                                               | 22 januari 1924                  | 4 november 1924   | Labour Party           | Ramsay MacDonald (1924)               | MacDonald I                                |                                                 |
|                                                                            | William Joynson-Hicks                                                      | Sir William Joynson-Hicks (1865–1932)                                      | 4 november 1924                  | 5 juni 1929       | Conservative Party     | Stanley Baldwin (1924–1929)           | Baldwin II                                 |                                                 |
|                                                                            | John Robert Clynes                                                         | John Robert Clynes (1869–1949)                                             | 5 juni 1929                      | 26 augustus 1931  | Labour Party           | Ramsay MacDonald (1929–1935)          | MacDonald II                               |                                                 |
|                                                                            | Herbert Samuel                                                             | Sir Herbert Samuel (1870–1963)                                             | 26 augustus 1931                 | 1 oktober 1932    | Liberal Party          | Ramsay MacDonald (1929–1935)          | MacDonald III (Nationaal Kabinet I)        |                                                 |
| MacDonald IV (Nationaal Kabinet II)                                        | Herbert Samuel                                                             | Sir Herbert Samuel (1870–1963)                                             | 26 augustus 1931                 | 1 oktober 1932    | Liberal Party          | Ramsay MacDonald (1929–1935)          |                                            |                                                 |
|                                                                            | John Gilmour                                                               | Sir John Gilmour (1876–1940)                                               | 1 oktober 1932                   | 7 juni 1935       | Unionist Party         | Ramsay MacDonald (1929–1935)          |                                            |                                                 |
|                                                                            | John Simon                                                                 | Sir John Simon (1873–1954)                                                 | 7 juni 1935                      | 28 mei 1937       | National Liberal Party | Stanley Baldwin (1935–1937)           | Baldwin III (Nationaal Kabinet III)        |                                                 |
|                                                                            | Samuel Hoare                                                               | Sir Samuel Hoare (1880–1959)                                               | 28 mei 1937                      | 3 september 1939  | Conservative Party     | Neville Chamberlain (1937–1940)       | Chamberlain I (Nationaal Kabinet IV)       |                                                 |
|                                                                            | John Anderson                                                              | Sir John Anderson (1882–1958)                                              | 4 september 1939                 | 4 oktober 1940    | Onafhankelijk          | Neville Chamberlain (1937–1940)       | Chamberlain II                             |                                                 |
| Winston Churchill (1940–1945)                                              | John Anderson                                                              | Sir John Anderson (1882–1958)                                              | 4 september 1939                 | 4 oktober 1940    | Onafhankelijk          | Churchill I                           |                                            |                                                 |
| Winston Churchill (1940–1945)                                              |                                                                            | Herbert Morrison                                                           | Herbert Morrison (1888–1965)     | 4 oktober 1940    | 23 mei 1945            | Churchill I                           | Labour Party                               |                                                 |
| Winston Churchill (1940–1945)                                              |                                                                            |                                                                            | Sir Donald Somervell (1889–1960) | 23 mei 1945       | 26 juli 1945           | Conservative Party                    | Churchill II                               |                                                 |
|                                                                            | Chuter Ede                                                                 | Chuter Ede (1882–1965)                                                     | 26 juli 1945                     | 26 oktober 1951   | Labour Party           | Clement Attlee (1945–1951)            | Attlee I                                   | Leader of the House of Commons                  |
| Attlee II                                                                  | Chuter Ede                                                                 | Chuter Ede (1882–1965)                                                     | 26 juli 1945                     | 26 oktober 1951   | Labour Party           | Clement Attlee (1945–1951)            |                                            | Leader of the House of Commons                  |
|                                                                            | David Maxwell Fyfe                                                         | Sir David Maxwell Fyfe (1900–1967)                                         | 26 oktober 1951                  | 18 oktober 1954   | Conservative Party     | Winston Churchill (1951–1955)         | Churchill III                              | Minister voor Wales                             |
|                                                                            | Gwilym Lloyd George                                                        | Gwilym Lloyd George (1894–1967)                                            | 18 oktober 1954                  | 10 januari 1957   | National Liberal Party | Winston Churchill (1951–1955)         | Churchill III                              | Minister voor Wales                             |
| Anthony Eden (1955–1957)                                                   | Gwilym Lloyd George                                                        | Gwilym Lloyd George (1894–1967)                                            | 18 oktober 1954                  | 10 januari 1957   | National Liberal Party | Eden                                  |                                            | Minister voor Wales                             |
|                                                                            | Rab Butler                                                                 | Rab Butler (1902–1982)                                                     | 10 januari 1957                  | 13 juli 1962      | Conservative Party     | Harold Macmillan (1957–1963)          | Macmillan I                                | Leader of the House of Commons (1957–1961)      |
| Macmillan II                                                               | Rab Butler                                                                 | Rab Butler (1902–1982)                                                     | 10 januari 1957                  | 13 juli 1962      | Conservative Party     | Harold Macmillan (1957–1963)          |                                            | Leader of the House of Commons (1957–1961)      |
|                                                                            |                                                                            | Henry Brooke (1903–1984)                                                   | 13 juli 1962                     | 16 oktober 1964   | Conservative Party     | Harold Macmillan (1957–1963)          |                                            |                                                 |
| Alec Douglas-Home (1963–1964)                                              | Douglas-Home                                                               | Henry Brooke (1903–1984)                                                   | 13 juli 1962                     | 16 oktober 1964   | Conservative Party     |                                       |                                            |                                                 |
|                                                                            | Frank Soskice                                                              | Sir Frank Soskice (1902–1979)                                              | 16 oktober 1964                  | 23 december 1965  | Labour Party           | Harold Wilson (1964–1970)             | Wilson I                                   |                                                 |
|                                                                            | Roy Jenkins                                                                | Roy Jenkins (1920–2003)                                                    | 23 december 1965                 | 29 november 1967  | Labour Party           | Harold Wilson (1964–1970)             | Wilson I                                   |                                                 |
| Wilson II                                                                  | Roy Jenkins                                                                | Roy Jenkins (1920–2003)                                                    | 23 december 1965                 | 29 november 1967  | Labour Party           | Harold Wilson (1964–1970)             |                                            |                                                 |
|                                                                            | James Callaghan                                                            | James Callaghan (1912–2005)                                                | 29 november 1967                 | 19 juni 1970      | Labour Party           | Harold Wilson (1964–1970)             |                                            |                                                 |
|                                                                            |                                                                            | Reginald Maudling (1917–1979)                                              | 19 juni 1970                     | 18 juli 1972      | Conservative Party     | Edward Heath (1970–1974)              | Heath                                      |                                                 |
|                                                                            |                                                                            | Robert Carr (1916–2012)                                                    | 18 juli 1972                     | 4 maart 1974      | Conservative Party     | Edward Heath (1970–1974)              | Heath                                      |                                                 |
|                                                                            | Roy Jenkins                                                                | Roy Jenkins (1920–2003)                                                    | 4 maart 1974                     | 10 september 1976 | Labour Party           | Harold Wilson (1974–1976)             | Wilson III                                 |                                                 |
| James Callaghan (1976–1979)                                                | Roy Jenkins                                                                | Roy Jenkins (1920–2003)                                                    | 4 maart 1974                     | 10 september 1976 | Labour Party           | Callaghan                             |                                            |                                                 |
| James Callaghan (1976–1979)                                                |                                                                            | Merlyn Rees                                                                | Merlyn Rees (1920–2006)          | 10 september 1976 | 4 mei 1979             | Callaghan                             | Labour Party                               |                                                 |
|                                                                            |                                                                            | Willie Whitelaw (1918–1999)                                                | 4 mei 1979                       | 11 juni 1983      | Conservative Party     | Margaret Thatcher (1979–1990)         | Thatcher I                                 |                                                 |
|                                                                            | Leon Brittan                                                               | Leon Brittan (1939–2015)                                                   | 11 juni 1983                     | 2 september 1985  | Conservative Party     | Margaret Thatcher (1979–1990)         | Thatcher II                                |                                                 |
|                                                                            | Douglas Hurd                                                               | Douglas Hurd (1930)                                                        | 2 september 1985                 | 26 oktober 1989   | Conservative Party     | Margaret Thatcher (1979–1990)         | Thatcher II                                |                                                 |
| Thatcher III                                                               | Douglas Hurd                                                               | Douglas Hurd (1930)                                                        | 2 september 1985                 | 26 oktober 1989   | Conservative Party     | Margaret Thatcher (1979–1990)         |                                            |                                                 |
|                                                                            |                                                                            | David Waddington (1929–2017)                                               | 26 oktober 1989                  | 28 november 1990  | Conservative Party     | Margaret Thatcher (1979–1990)         |                                            |                                                 |
|                                                                            | Kenneth Baker                                                              | Kenneth Baker (1934)                                                       | 28 november 1990                 | 10 april 1992     | Conservative Party     | John Major (1990–1997)                | Major I                                    |                                                 |
|                                                                            | Kenneth Clarke                                                             | Kenneth Clarke (1940)                                                      | 10 april 1992                    | 27 mei 1993       | Conservative Party     | John Major (1990–1997)                | Major II                                   |                                                 |
|                                                                            | Michael Howard                                                             | Michael Howard (1941)                                                      | 27 mei 1993                      | 2 mei 1997        | Conservative Party     | John Major (1990–1997)                | Major II                                   |                                                 |
|                                                                            | Jack Straw                                                                 | Jack Straw (1946)                                                          | 2 mei 1997                       | 8 juni 2001       | Labour Party           | Tony Blair (1997–2007)                | Blair I                                    |                                                 |
|                                                                            | David Blunkett                                                             | David Blunkett (1947)                                                      | 8 juni 2001                      | 16 december 2004  | Labour Party           | Tony Blair (1997–2007)                | Blair II                                   |                                                 |
|                                                                            | Charles Clarke                                                             | Charles Clarke (1950)                                                      | 16 december 2004                 | 6 mei 2006        | Labour Party           | Tony Blair (1997–2007)                | Blair II                                   |                                                 |
| Blair III                                                                  | Charles Clarke                                                             | Charles Clarke (1950)                                                      | 16 december 2004                 | 6 mei 2006        | Labour Party           | Tony Blair (1997–2007)                |                                            |                                                 |
|                                                                            | John Reid                                                                  | John Reid (1947)                                                           | 6 mei 2006                       | 27 juni 2007      | Labour Party           | Tony Blair (1997–2007)                |                                            |                                                 |
|                                                                            | Jacqui Smith                                                               | Jacqui Smith (1962)                                                        | 27 juni 2007                     | 5 juni 2009       | Labour Party           | Gordon Brown (2007–2010)              | Brown                                      |                                                 |
|                                                                            | Alan Johnson                                                               | Alan Johnson (1950)                                                        | 5 juni 2009                      | 11 mei 2010       | Labour Party           | Gordon Brown (2007–2010)              | Brown                                      |                                                 |
|                                                                            | Theresa May                                                                | Theresa May (1956)                                                         | 11 mei 2010                      | 13 juli 2016      | Conservative Party     | David Cameron (2010–2016)             | Cameron I                                  | Minister voor Vrouwen en Gelijkheid (2010–2012) |
| Cameron II                                                                 | Theresa May                                                                | Theresa May (1956)                                                         | 11 mei 2010                      | 13 juli 2016      | Conservative Party     | David Cameron (2010–2016)             |                                            |                                                 |
|                                                                            | Amber Rudd                                                                 | Amber Rudd (1963)                                                          | 13 juli 2016                     | 30 april 2018     | Conservative Party     | Theresa May (2016–2019)               | May I                                      |                                                 |
| May II                                                                     | Amber Rudd                                                                 | Amber Rudd (1963)                                                          | 13 juli 2016                     | 30 april 2018     | Conservative Party     | Theresa May (2016–2019)               | Minister voor Vrouwen en Gelijkheid (2018) |                                                 |
| May II                                                                     |                                                                            | Sajid Javid                                                                | Sajid Javid (1969)               | 30 april 2018     | 24 juli 2019           | Theresa May (2016–2019)               | Conservative Party                         |                                                 |
|                                                                            | Priti Patel                                                                | Priti Patel (1972)                                                         | 24 juli 2019                     | 6 september 2022  | Conservative Party     | Boris Johnson (2019–2022)             | Johnson I                                  |                                                 |
| Johnson II                                                                 | Priti Patel                                                                | Priti Patel (1972)                                                         | 24 juli 2019                     | 6 september 2022  | Conservative Party     | Boris Johnson (2019–2022)             |                                            |                                                 |
|                                                                            | Suella Braverman                                                           | Suella Braverman (1980)                                                    | 6 september 2022                 | 19 oktober 2022   | Conservative Party     | Liz Truss (2022)                      | Truss                                      |                                                 |
|                                                                            | Grant Shapps                                                               | Grant Shapps (1968)                                                        | 19 oktober 2022                  | 25 oktober 2022   | Conservative Party     | Liz Truss (2022)                      | Truss                                      |                                                 |
|                                                                            | Suella Braverman                                                           | Suella Braverman (1980)                                                    | 25 oktober 2022                  | 13 november 2023  | Conservative Party     | Rishi Sunak (2022–2024)               | Sunak                                      |                                                 |
|                                                                            | James Cleverly                                                             | James Cleverly (1969)                                                      | 13 november 2023                 | 5 juli 2024       | Conservative Party     | Rishi Sunak (2022–2024)               | Sunak                                      |                                                 |
|                                                                            | Yvette Cooper                                                              | Yvette Cooper (1969)                                                       | 5 juli 2024                      | heden             | Labour Party           | Keir Starmer (2024–heden)             | Starmer                                    |                                                 |